# Oliver Phelps
Oliver Martyn John Phelps (ur. 25 lutego 1986 w Sutton Coldfield, Anglia) – brytyjski aktor. Jego bratem bliźniakiem jest James Phelps.
Oliver Phelps urodził się 13 minut wcześniej od swojego brata bliźniaka – Jamesa Phelpsa. Od zawsze kochał aktorstwo i występował w wielu szkolnych sztukach. Bardzo lubi muzykę, a razem z bratem mają wiele wspólnych ulubionych zespołów – np. Velvet Revolver albo Coldplay. Innym uwielbianym przez niego zajęciem jest granie na PlayStation w garderobie innego aktora z planu – Ruperta Grinta.
W 2000 roku wraz ze swoim bratem, Jamesem, zostali wybrani do odtwórców roli bliźniaków Weasleyów w serii filmów o Harrym Potterze – Freda i George’a.

## Filmografia
- 2012: Latin Quarter jako Alfred Jarry[2]
- 2011: Harry Potter i Insygnia Śmierci. Część II jako George Weasley
- 2010: Harry Potter i Insygnia Śmierci. Część I jako George Weasley
- 2009: Kingdom jako Finlay Anderson (Sezon 3, odcinek 5)
- 2009: Harry Potter i Książę Półkrwi jako George Weasley
- 2007: Harry Potter i Zakon Feniksa jako George Weasley
- 2005: Harry Potter i Czara Ognia jako George Weasley
- 2004: Harry Potter i więzień Azkabanu jako George Weasley
- 2002: Harry Potter i Komnata Tajemnic jako George Weasley
- 2001: Harry Potter i Kamień Filozoficzny jako George Weasley